# Petri Skriko
Temple de la renommée finlandais : 2004
Petri Skriko (né le 13 mars 1962 à Lappeenranta en Finlande) est un joueur professionnel finlandais de hockey sur glace. Il jouait au poste d'ailier gauche.

## Carrière sur la glace
Skriko joue d'abord avec le SaiPa Lappeenranta de la SM-liiga finlandaise de 1979 à 1984. Il est repêché au 157e rang, en 8e ronde du repêchage d'entrée dans la LNH 1981 par les Canucks de Vancouver. Il débute avec les Canucks en 1984-1985 et reste à Vancouver jusqu'à la saison 1990-1991, où il est échangé aux Bruins de Boston après 20 matchs. Sa meilleure saison est en 1985-1986, où il enregistre 38 buts et 40 passes, pour 78 points, en 80 matchs. Il mène l'équipe pour le nombre de points cette saison-là, de même qu'en 1988-1989. Surnommé « Streak »[réf. nécessaire], il détient toujours le record des Canucks du plus grand nombre de tours du chapeau en une saison avec 4, de même que celui du plus grand nombre de tours du chapeau naturels (3 buts consécutifs au cours d'un match par le même joueur), avec 2. Il réussit aussi à marquer deux fois en infériorité numérique au cours de la même punition (buts comptés avec 1 minute 11 secondes d'écart)[Quand ?].
Il joue par la suite 37 parties pour les Bruins, puis 15 pour les Jets de Winnipeg et enfin 17 en 1992-1993 pour les Sharks de San José avant de quitter la LNH pour retourner en Finlande. Il termine la saison 1992-1993 avec Kiekko-Espoo, puis joue six saisons au Danemark avec le Herning IK avant de tirer sa révérence en 1999.
Son numéro 9 a été retiré par SaiPa.
Au total, il a joué 541 matchs dans la LNH, amassant 183 buts, 222 passes pour 405 points, de même que 246 minutes de punition. Il a joué aussi dans 28 matchs de séries éliminatoires, récoltant 5 buts, 9 passes pour 14 points, en plus de 4 minutes de punition.

## Statistiques

### En club
| Saison     | Équipe                 | Ligue        |     | Saison régulière | Saison régulière | Saison régulière | Saison régulière | Saison régulière |    | Séries éliminatoires | Séries éliminatoires | Séries éliminatoires | Séries éliminatoires | Séries éliminatoires |
| Saison     | Équipe                 | Ligue        | PJ  | B                | A                | Pts              | Pun              | PJ               | B  | A                    | Pts                  | Pun                  |                      |                      |
| 1979-1980  | SaiPa Lappeenranta     | I divisioona | 36  | 25               | 20               | 45               | 8                | -                | -  | -                    | -                    | -                    |                      |                      |
| 1980-1981  | SaiPa Lappeenranta Jr. | Fin-Jr.      | 4   | 1                | 1                | 2                | 2                | -                | -  | -                    | -                    | -                    |                      |                      |
| 1980-1981  | SaiPa Lappeenranta     | SM-liiga     | 36  | 20               | 13               | 33               | 14               | -                | -  | -                    | -                    | -                    |                      |                      |
| 1981-1982  | SaiPa Lappeenranta     | SM-liiga     | 33  | 19               | 27               | 46               | 24               | -                | -  | -                    | -                    | -                    |                      |                      |
| 1982-1983  | SaiPa Lappeenranta     | SM-liiga     | 36  | 23               | 12               | 35               | 12               | -                | -  | -                    | -                    | -                    |                      |                      |
| 1983-1984  | SaiPa Lappeenranta     | SM-liiga     | 7   | 1                | 1                | 2                | 0                | -                | -  | -                    | -                    | -                    |                      |                      |
| 1983-1984  | SaiPa Lappeenranta     | SM-liiga     | 32  | 25               | 26               | 51               | 13               | 2                | 0  | 0                    | 0                    | 2                    |                      |                      |
| 1984-1985  | Canucks de Vancouver   | LNH          | 72  | 21               | 14               | 35               | 10               | -                | -  | -                    | -                    | -                    |                      |                      |
| 1985-1986  | Canucks de Vancouver   | LNH          | 80  | 38               | 40               | 78               | 34               | 3                | 0  | 0                    | 0                    | 0                    |                      |                      |
| 1986-1987  | Canucks de Vancouver   | LNH          | 76  | 33               | 41               | 74               | 44               | -                | -  | -                    | -                    | -                    |                      |                      |
| 1987-1988  | Canucks de Vancouver   | LNH          | 73  | 30               | 34               | 64               | 32               | -                | -  | -                    | -                    | -                    |                      |                      |
| 1988-1989  | Canucks de Vancouver   | LNH          | 74  | 30               | 36               | 66               | 57               | 7                | 1  | 5                    | 6                    | 0                    |                      |                      |
| 1989-1990  | Canucks de Vancouver   | LNH          | 77  | 15               | 33               | 48               | 36               | -                | -  | -                    | -                    | -                    |                      |                      |
| 1990-1991  | Canucks de Vancouver   | LNH          | 20  | 4                | 4                | 8                | 8                | -                | -  | -                    | -                    | -                    |                      |                      |
| 1990-1991  | Bruins de Boston       | LNH          | 28  | 5                | 14               | 19               | 9                | 18               | 4  | 4                    | 8                    | 4                    |                      |                      |
| 1991-1992  | Bruins de Boston       | LNH          | 9   | 1                | 0                | 1                | 6                | -                | -  | -                    | -                    | -                    |                      |                      |
| 1991-1992  | Jets de Winnipeg       | LNH          | 15  | 2                | 3                | 5                | 4                | -                | -  | -                    | -                    | -                    |                      |                      |
| 1992-1993  | Sharks de San José     | LNH          | 17  | 4                | 3                | 7                | 6                | -                | -  | -                    | -                    | -                    |                      |                      |
| 1992-1993  | Kiekko-Espoo           | SM-liiga     | 18  | 5                | 4                | 9                | 8                | -                | -  | -                    | -                    | -                    |                      |                      |
| 1993-1994  | Herning IK             | Danemark     | 28  | 30               | 39               | 69               |                  | 7                | 7  | 1                    | 8                    |                      |                      |                      |
| 1994-1995  | Herning IK             | Danemark     | 35  | 34               | 49               | 83               |                  | 7                | 17 | 12                   | 29                   |                      |                      |                      |
| 1995-1996  | Herning IK             | Danemark     | 39  | 40               | 55               | 95               | 30               | -                | -  | -                    | -                    | -                    |                      |                      |
| 1996-1997  | Herning IK             | Danemark     | 38  | 42               | 49               | 91               | 57               | 10               | 7  | 11                   | 18                   |                      |                      |                      |
| 1997-1998  | Herning IK             | Danemark     | 48  | 38               | 58               | 96               |                  | -                | -  | -                    | -                    | -                    |                      |                      |
| 1998-1999  | Herning IK             | Danemark     | 42  | 26               | 43               | 69               |                  | -                | -  | -                    | -                    | -                    |                      |                      |
| Totaux LNH | Totaux LNH             | Totaux LNH   | 541 | 183              | 222              | 405              | 246              | 28               | 5  | 9                    | 14                   | 4                    |                      |                      |

### En équipe nationale
Il a joué avec l'équipe de Finlande lors des compétitions internationales.
| Année | Compétition                 |    | PJ | B | A  | Pts | Pun                              |  | Résultat |
| 1980  | Championnat d'Europe junior | 5  | 3  | 1 | 4  | 15  | 4e place                         |  |          |
| 1981  | Championnat du monde junior | 5  | 3  | 3 | 6  | 10  | Médaille d'argent                |  |          |
| 1982  | Championnat du monde junior | 7  | 8  | 7 | 15 | 4   | Médaille de bronze               |  |          |
| 1983  | Championnat du monde        | 10 | 4  | 2 | 6  | 6   | 7e place                         |  |          |
| 1984  | Jeux olympiques             | 6  | 6  | 4 | 10 | 8   | 6e place                         |  |          |
| 1985  | Championnat du monde        | 10 | 2  | 2 | 4  | 0   | 5e place                         |  |          |
| 1987  | Championnat du monde        | 10 | 1  | 1 | 2  | 2   | 5e place                         |  |          |
| 1987  | Coupe Canada                | 5  | 0  | 1 | 1  | 2   | Élimination au tour préliminaire |  |          |
| 1991  | Coupe Canada                | 6  | 3  | 2 | 5  | 2   | Défaite en demi-finales          |  |          |
| 1992  | Jeux olympiques             | 8  | 1  | 4 | 5  | 4   | 7e place                         |  |          |